# Takaya Kimura
Takaya Kimura (japanisch 木村 太哉 Kimura Takaya; * 8. Juli 1998 in der Präfektur Tokio) ist ein japanischer Fußballspieler.

## Karriere
Takaya Kimura erlernte das Fußballspielen in der Universitätsmannschaft der Kōnan-Universität. Seinen ersten Profivertrag unterschrieb er im Februar 2021 bei Fagiano Okayama. Der Verein aus Okayama, einer Stadt in der Präfektur Okayama, spielte in der zweiten japanischen Liga, der J2 League. Sein Zweitligadebüt gab Takaya Kimura am 28. Februar 2021 im Auswärtsspiel gegen den Tochigi SC. Hier stand er in der Startelf und wurde in der 69. Minute gegen Hiroki Yamamoto ausgewechselt. Am Ende der Saison 2024 belegte er mit Okayama den fünften Tabellenplatz und qualifizierte sich somit zu den Aufstiegsspielen zur ersten Liga. Hier konnte man sich im Finale gegen Vegalta Sendai durchsetzen und stieg somit in die erste Liga auf.